# Smart Clothes
Unter Smart Clothes (englisch: intelligente/raffinierte Kleidung, daher auch I-Wear) versteht man Kleidungsstücke, die mit elektronischen Geräten oder Funktionen ausgestattet sind. Die Besonderheit dieser Kleidung ist dabei, dass die Elektronik von außen nicht sichtbar ist, dass also Leiterbahnen u. ä. mit in die Textilien eingewoben werden.
Eine mögliche Abgrenzung zu Funktionstextilien besteht in der Energieabhängigkeit elektronifizierten smart clothes, wohingegen die Wirkung von Funktionskleidung meist passiv durch die Eigenschaften der verwendeten Gewebe und Materialien zustande kommt. Im allgemeinen Sprachgebrauch wird diese Unterscheidung oft nicht so strikt getroffen und smart clothes werden v. a. als die nächste High-Tech-Variante von Funktionskleidung gesehen, können also auch ihre Wirkung passiv entfalten. Beispiele wären u. a. mit Silber beschichtete antibakterielle Textilien.
Smart clothes sind eine Komplementärentwicklung zu weiteren tragbaren elektronischen Geräten (wearables) wie Activity Tracker oder Smartwatches und versprechen zusammen mit diesen eine weitestgehend unsichtbare und nahtlose Integration u. a. der heute bereits üblichen Funktionen eines Smartphones in das Alltagsleben. Im Gegensatz zu funktional äquivalenten Implantaten wie subkutanen RFID-Chips (Beispiel: VeriChip) sind diese Gadgets noch ablegbar. Alle diese Trends setzen auf Vernetzung des Individuums per M2M-Kommunikation, insbesondere im Internet of Things.

## Verwendung
Smart Clothes werden bereits verkauft, sind jedoch noch nicht sehr weit verbreitet (Stand Dezember 2009). Gerade deshalb sehen Kleidungshersteller in ihnen ein enormes Zukunftspotential. So soll es zum Beispiel möglich sein, über Sensoren in der Kleidung den gesundheitlichen Zustand des Trägers festzustellen. Im Ernstfall könnte dann automatisch ein Notruf gesendet werden. Auch Unterhaltungsmedien wie MP3-Player oder tragbare Mikrocomputer sollen nach Ansicht vieler Hersteller bald fester Bestandteil der Kleidung sein. Weitere Ideen sind integrierte Mobiltelefone oder eine Klimaanlage. Anwendungsfälle sind also:
- (Echtzeit-)Überwachung
  - der Vitalparameter des (kranken oder rekonvaleszenten) Trägers, s. a. E-Health
  - von Sportler-Trainingdaten
  - des Aufenthaltsorts von Kindern per GPS
  - von Spezialpersonal im Umgang mit Gefahrstoffen
  - der Position und des Status von Soldaten im Einsatz
  - des Wachheitsgrades von Piloten oder LKW-Fahrern (tragbarer Aufmerksamkeits-Assistent)
- Tragbare Sensoren als Ersatz für durch Behinderung verlorengegangene Sinne
- (aktive) Thermoregulation[1], s. a. Textiles Heizsystem
- Telekommunikation
- Mode-Innovation